# Anniversary - 10 Years of Hits
Albums de George Jones
A Taste of Yesterday's Wine
(1982) Shine On
(1983)
Anniversary - 10 Years of Hits est une compilation de l'artiste américain de musique country George Jones. Cet album est sorti en 1982 sur le label Epic Records. L'album est disque d'or en 1989. Il a été réédité en CD en 1990.

## Liste des pistes
| No  | Titre                                            | Auteur                           | Durée |
| --- | ------------------------------------------------ | -------------------------------- | ----- |
| 1.  | We Can Make It                                   | Sherrill, Sutton                 | 2:03  |
| 2.  | Loving You Could Never Be Better                 | Belew, Montgomery, Montgomery    | 3:05  |
| 3.  | A Picture of Me (Without You)                    | Richey, Wilson                   | 2:32  |
| 4.  | What My Woman Can't Do                           | Jones, Montgomery, Sherrill      | 2:35  |
| 5.  | Nothing Ever Hurt Me (Half as Bad as Losing You) | Braddock                         | 2:19  |
| 6.  | Once You've Had the Best                         | Paycheck                         | 2:38  |
| 7.  | Her Name Is...                                   | Braddock                         | 2:17  |
| 8.  | Old King Kong                                    |                                  | 2:18  |
| 9.  | Bartender's Blues                                | Taylor                           | 3:45  |
| 10. | I'll Just Take It Out in Love                    | McDill                           | 3:09  |
| 11. | Someday My Day Will Come                         | Montgomery                       | 2:32  |
| 12. | The Grand Tour                                   | Richey, Taylor, Wilson           | 3:05  |
| 13. | The Door                                         | Sherrill, Wilson                 | 2:42  |
| 14. | These Days (I Barely Get By)                     | Jones, Wynette                   | 3:01  |
| 15. | Memories of Us                                   | Kirby, Martin                    | 3:14  |
| 16. | The Battle                                       | Colcord, Kimball, Richey, Wilson | 2:45  |
| 17. | He Stopped Loving Her Today                      | Braddock, Putman                 | 3:15  |
| 18. | I'm Not Ready Yet                                | Hall                             | 2:58  |
| 19. | If Drinkin' Don't Kill Me (Her Memory Will)      | Beresford, Sanders, Sanders      | 3:10  |
| 20. | Good Ones and Bad Ones                           | Chambers                         | 2:46  |
| 21. | Still Doin' Time                                 | Moffatt                          | 2:50  |
| 22. | Same Ole Me                                      | Overstreet                       | 2:54  |

## Positions dans les charts
Album - Billboard (Amérique du nord)
| Année | Chart          | Position |
| ----- | -------------- | -------- |
| 1983  | Albums country | 16       |

Single - Billboard (Amérique du nord)
| Année | Single                       | Chart           | Position |
| ----- | ---------------------------- | --------------- | -------- |
| 1972  | We Can Make It               | Singles country | 6        |
| 1974  | Once You've Had The Best     | Singles country | 3        |
| 1975  | Memories Of Us               | Singles country | 21       |
| 1975  | These Days (I Barely Get By) | Singles country | 10       |
| 1977  | Old King Kong                | Singles country | 34       |
| 1979  | Someday My Day Will Come     | Singles country | 22       |
| 1982  | Same Ole Me                  | Singles country | 5        |